# Aleš Pajovič
Aleš Pajovič, né le 6 janvier 1979 à Celje, est un ancien joueur slovène de handball évoluant au poste d'arrière gauche. Reconverti entraîneur, il est nommé sélectionneur de l'équipe nationale d'Autriche en mars 2019.

## Biographie

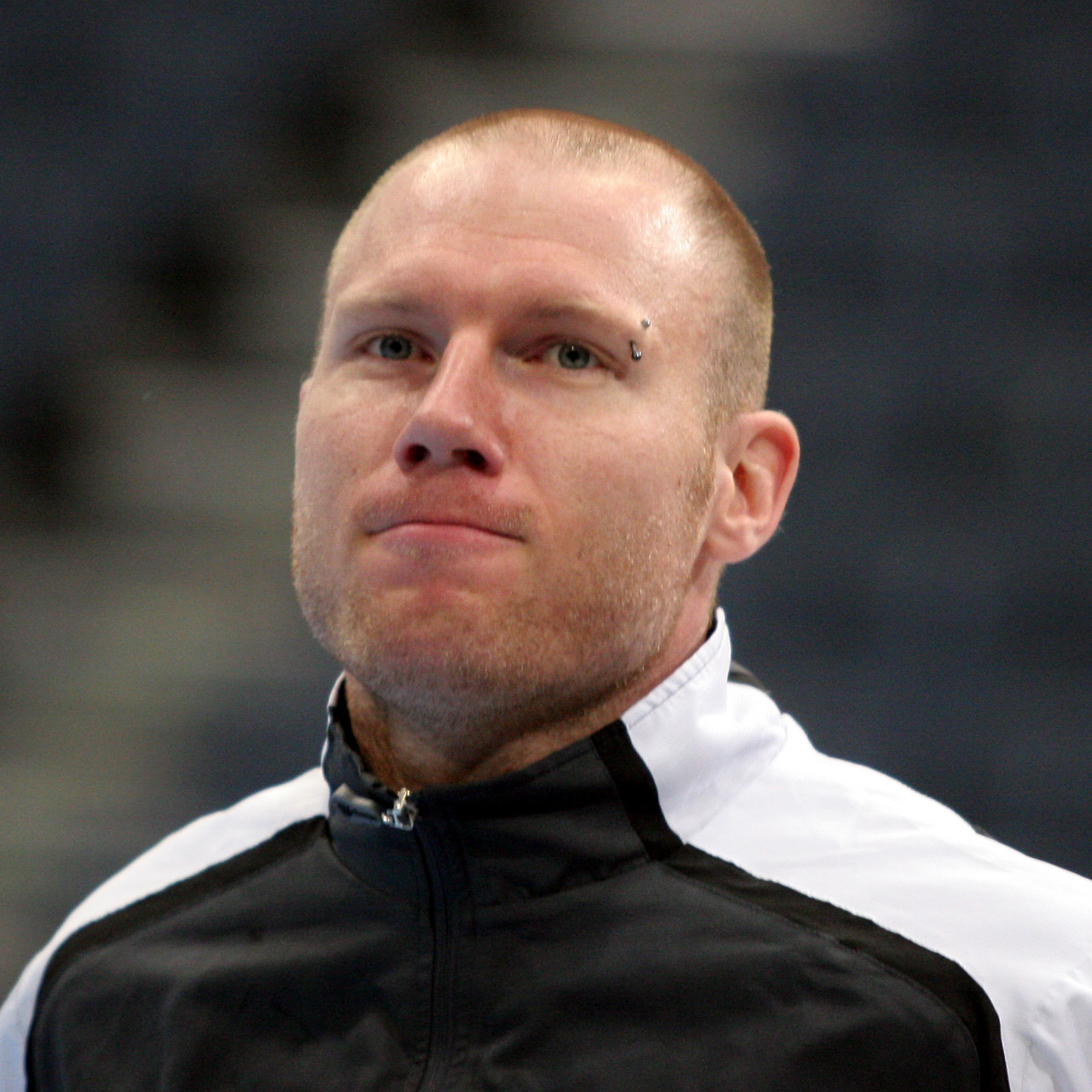
Pajovič en 2008.

## Palmarès

### En club
Compétitions internationales
- Ligue des champions (2) : 2006, 2008
- Supercoupe d'Europe (1) : 2006

Compétitions nationales
- Championnat de Slovénie (7) : 1998, 1999, 2000, 2001, 2002, 2003, 2010
- Coupe de Slovénie (5) : 1998, 1999, 2000, 2001, 2010
- Championnat d'Espagne (3) : 2004, 2007, 2008
- Coupe du Roi (3) : 2006, 2007, 2008
- Coupe ASOBAL (4) : 2004, 2005, 2006, 2007
- Supercoupe d'Espagne (1) : 2005
- Championnat d'Allemagne (1) : 2008 (partiel)

### En équipe nationale
Championnats d'Europe
- Médaille d'argent au Championnat d'Europe 2004,  Slovénie

Jeux olympiques
- 8e place aux Jeux olympiques de 2000 à Sydney,  Australie
- 11e place aux Jeux olympiques de 2004 à Athènes,  Grèce